# Verza
La verza, nota anche come verzotto, cavolo verza, cavolo sabaudo / di Savoia oppure cavolo lombardo / di Milano, è una cultivar di cavolo simile al cavolo cappuccio, ma a differenza di questo presenta foglie grinzose, increspate e con nervature prominenti.

## Caratteristiche
Pianta biennale con radice fittonante non molto profonda, possiede fusto eretto, di lunghezza raramente superiore ai 30 centimetri. La palla, verde o rosso-violacea, non è molto compatta; le foglie interne sono bianco-giallastre. Viene coltivato in varie zone d'Italia ed è un ortaggio molto conosciuto.

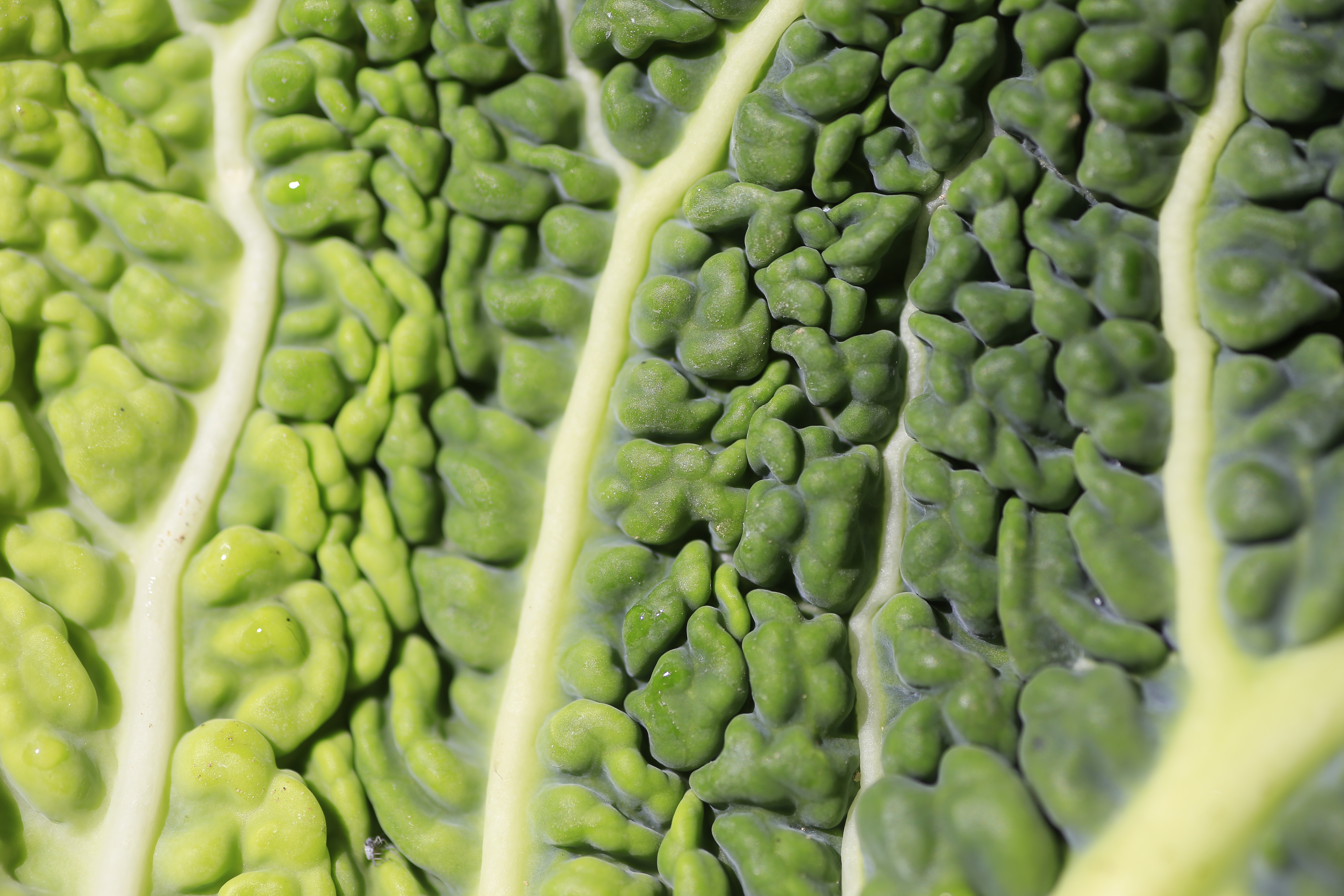
Particolare della conformazione fogliare (parte superiore)

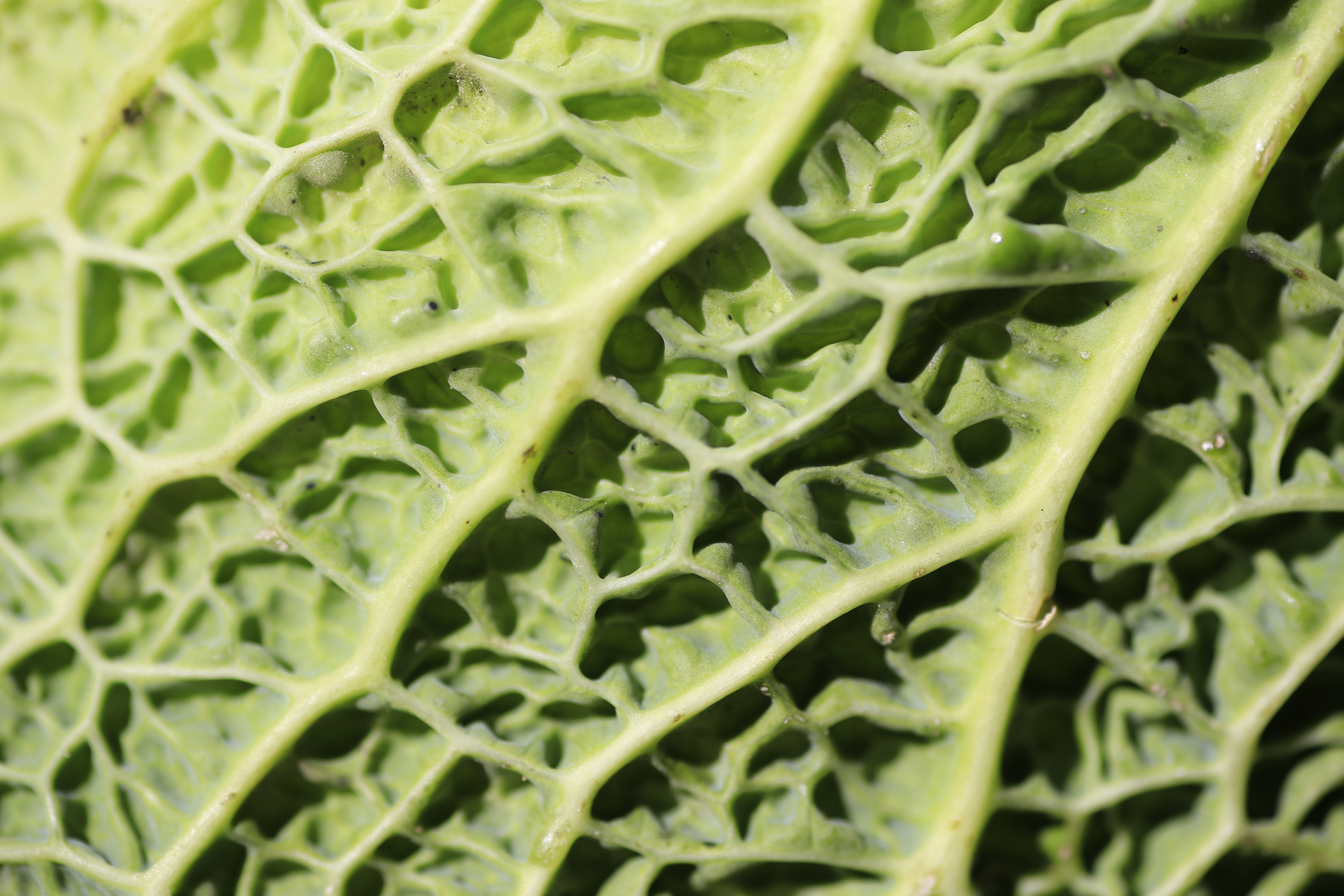
Particolare della conformazione fogliare (parte inferiore)

## Coltivazione
Di origine antichissima, il cavolo verza è coltivato soprattutto nelle regioni centro-settentrionali d'Italia. Particolarmente diffusa è la produzione nel Canavese: a Montalto Dora, a novembre; si svolge una tradizionale Sagra del cavolo verza.

## Avversità
Le malattie da funghi che colpiscono più frequentemente il cavolo verza sono l'oidio (causato da Erysiphe cruciferarum), la peronospora (causata da Peronospora brassicae), l'alternariosi (causata da Alternaria brassicae), l'ernia delle crucifere (causata da Plasmodiophora brassicae), il marciume secco delle crucifere (causato da Phoma lingam). Tra gli insetti, i parassiti più importanti sono: l'afide ceroso del cavolo Brevicoryne brassicae, la mosca del cavolo (Delia radicum) e due lepidotteri, la cavolaia maggiore (Pieris brassicae) e la nottua del cavolo (Mamestra brassicae).

## In cucina

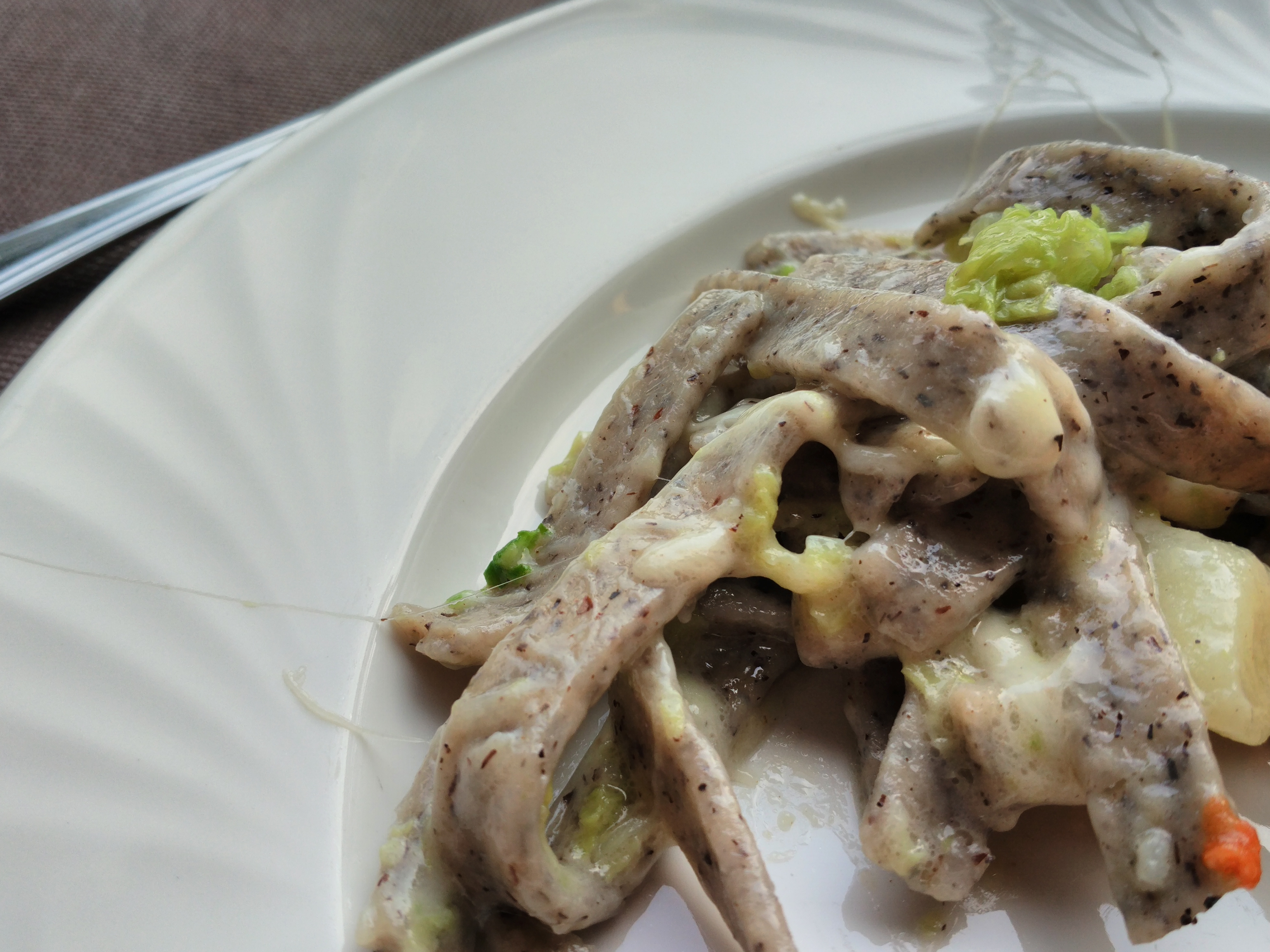
Pizzoccheri alla Valtellinese

Il suo utilizzo in cucina è diffuso in gran parte d'Europa e in molte regioni italiane, soprattutto previa cottura e per la preparazione di zuppe e minestre. Particolarmente apprezzati sono il ris e verza cun custëini (risotto alla verza e costine di maiale, del Piacentino) e la supa 'd pan e còj (zuppa di pane e cavoli verza) del Canavese. Nei secondi interviene, spesso in abbinamento a carne di maiale, in alcuni piatti caratteristici come i caponèt piemontesi,  i dolmades greci, il sarma della Romania, i Kohlrouladen dell'area germanica, i verzolini della cucina piacentina, le verze sofegae venete, il bottaggio milanese e la nota Cassœula. Nella cucina valtellinese è utilizzata per la preparazione dei famosi pizzoccheri, tipo di pasta di grano saraceno, con aggiunta di patate a tocchetti, formaggio valtellina casera, grana grattugiato, aglio,  burro e salvia. Infine anche la cucina olandese fa uso di una specie di verza nel suo piatto più noto, la boerenkool met worst.
Anche alcune preparazioni di sushi prevedono l'utilizzo di foglie di verza. Anche la verza si può consumare cruda, come si usa per il cappuccio, tagliata sottile e mista ad altre insalate con la differenza che il suo sapore è un po' forte e non gradito a tutti.